# Drawnik
Drawnik (niem. Dragemühle) – osada w Polsce położona w województwie zachodniopomorskim, w powiecie choszczeńskim, w gminie Drawno. W latach 1975–1998 miejscowość administracyjnie należała do województwa gorzowskiego. W roku 2007 folwark liczył 9 mieszkańców. Folwark wchodzi w skład sołectwa Barnimie.

## Geografia
Folwark leży ok. 5 km na północny zachód od Barnimia, oj. 300 m na zachód od rzeki Drawy, ok. 200 m na zachód od Drawieńskiego Parku Narodowego.